# Tuukkaq Teatret
Tuukkaq Teatret, tidligere stavet Tûkak, var en rejsende grønlandsk teatergruppe og et teaterlaboratorium, og et grønlandsk-dansk egnsteater med skuespilskole på en gård i Fjaltring ved Lemvig.
Tuukkaq Teatret blev dannet i 1975 af norske Reidar Nilsson og Elin Nilsson, og grønlandske Benedikte Bendo Schmidt. Reidar Nilsson havde en kortere træning fra Odin Teatret som baggrund.
Tuukkaq blev den første professionelle teaterscene for grønlandske skuespillere og blev allerede i 1975 godkendt af Grønlandsministeriet som uddannelsessted for grønlandske skuespillere. Rasmus Lyberth gik på skolen i to år fra 1976 til 1978 og var en af de første, der blev uddannet. I 1980 blev Tuukkaq i Lemvig godkendt som egnsteater i Danmark.
Teatret udviklede en teaterform, der inkorporerede trommedans, sang, maskearbejde og myter. Den første forestilling, ’Inuit,’ hvor Bendo Schmidt spillede Havets moder, kom på turné, og var en del af det første Inuit Circumpolar Council i Alaska i 1977.
Tuukkaq Teatret bidrog til at skabe en spillestil, som fik betydning for den grønlandske kulturelle kontekst, men også i forhold til urbefolkningskultur og teater i en større arktisk kontekst. Nogle af Tuukkaqs elever fra Grønland engagerede sig i urbefolkningsteater andre steder, herunder samisk teater og frie grupper i det nordlige Skandinavien. Andre tog tilbage til Grønland og startede teatergruppen Silamiut i Nuuk i 1984.
Teatret gik officielt konkurs i 1994 og mistede dermed driftstilskud, men Reidar Nilsson fortsatte med at lave forestillinger på teateret i mange år. I forbindelse med hans død i 2024 blev det besluttet at rive gården ned og overdrage teatrets manuskripter, rekvisitter, kostumer, masker og optagelser til Grønlands Nationalmuseum & Arkiv .